# 거래자
거래자, 증권투자자 또는 트레이더(trader)는 금융에서 대리인, 헤지거래자, 차익거래자 또는 투기꾼의 자격으로 외환, 암호화폐, 주식, 채권 (금융), 상품, 파생상품 및 뮤추얼 펀드와 같은 금융상품을 사고 파는 개인, 회사 또는 금융 기관이다.

## 의무 및 유형
거래자의 영단어 "trader"라는 단어는 이미 1863년에 만국 사전에 "trading man"으로 등장했다. 거래자는 금융기관에서 현물시장과 선물시장에서 외환 또는 증권 딜러로 일하거나 자기 계좌로 자기계산 트레이더로 일한다. 여기에는 증권거래소 거래자도 포함되지만 주식 중개인이나 주요 중개인은 포함되지 않는다.
거래자는 증권거래소, 파생 상품 거래소 및 상품 거래소로 구성된 주식 시장, 파생 상품 시장 및 상품 시장에서 거래되는 금융 상품을 사고 팔고 있다. 다양한 종류의 거래자를 위한 여러 범주와 지정이 금융 분야에서 발견된다.
- 채권 거래자.
- 플로어 트레이더.
- 헤지펀드 트레이더.
- 고주파 거래자.
- 투자 전문가.
- 패턴데이 트레이더.
- 주요 거래자.
- 개인 거래자.
- 불량 거래자.
- 스캘퍼.
- 주식 거래자.

## 같이 보기
- 증권거래소
- 주식시장